# Rudy żelaza w Polsce

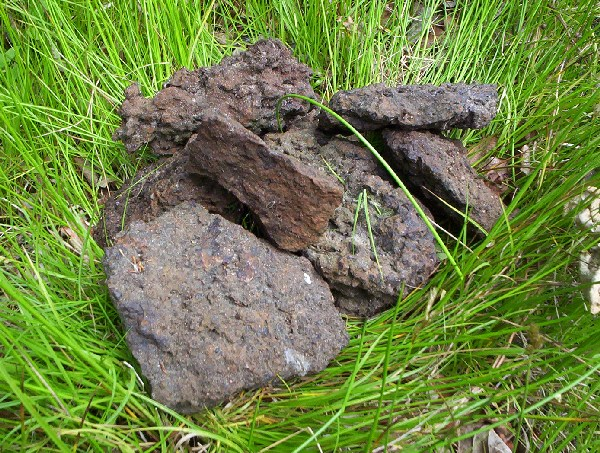
Ruda darniowa występująca w podmokłych partiach lasu w pobliżu Żyrardowa (dawniej Rudy Guzowskiej)

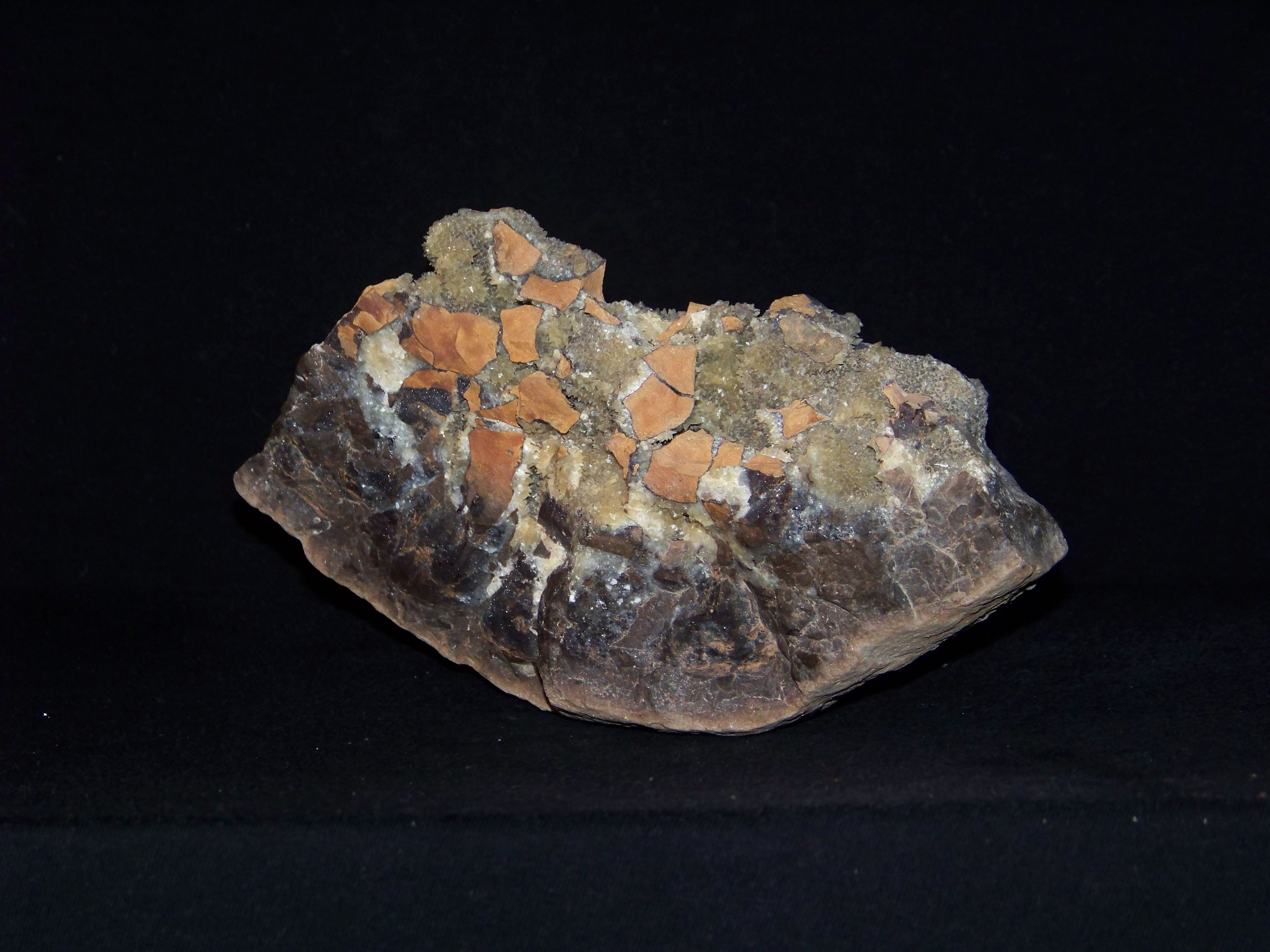
Sferosyderyt z osadów jury. Jura Krakowsko-Częstochowska

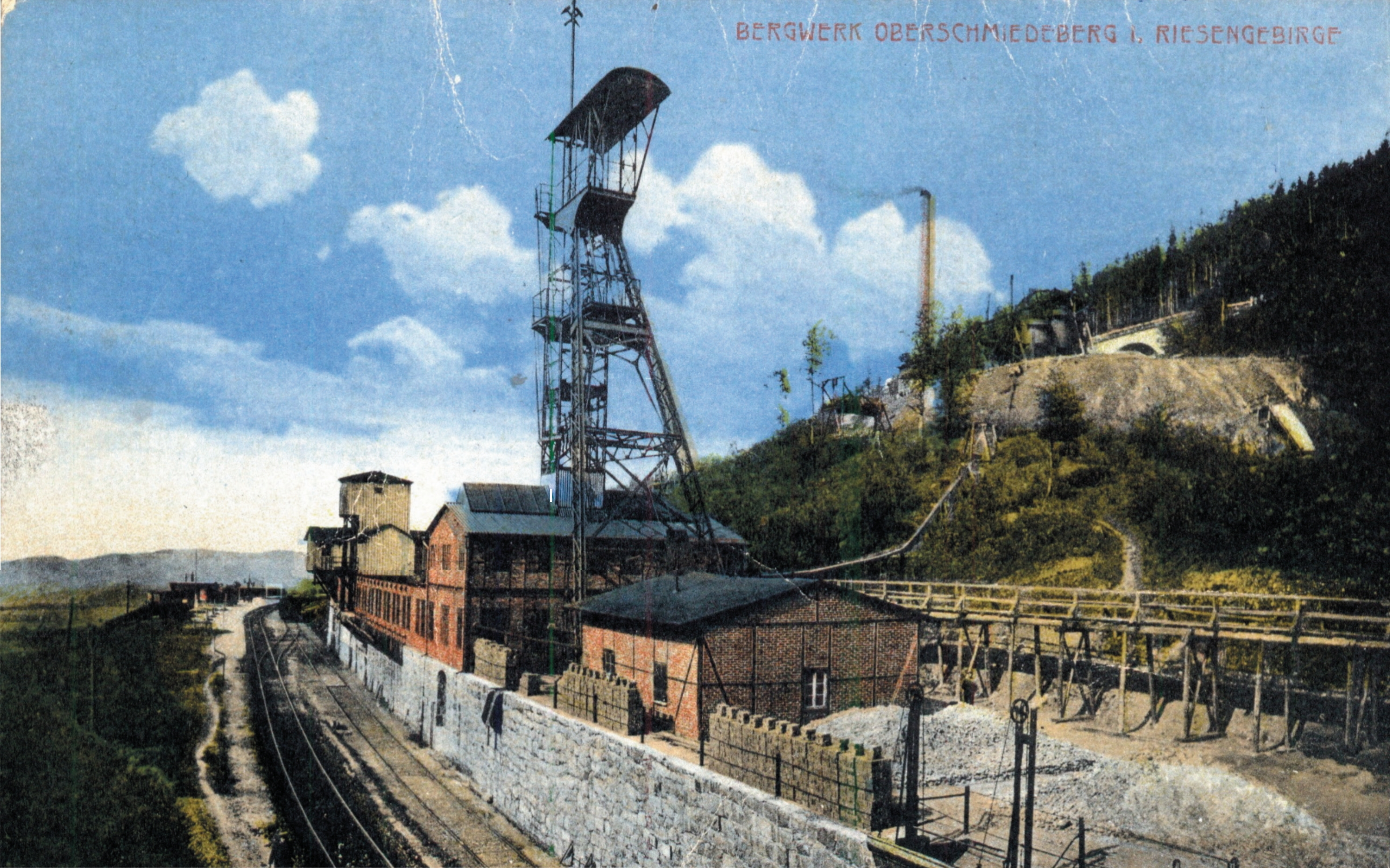
Kopalnia rudy żelaza Bergfreiheit w Oberschmiedeberg (późniejsza kopalnia Wolność w Kowarach Górnych), wieża wyciągowa szybu Bahn (Andrzej, Wolność, Główny)

Rudy żelaza w Polsce – rudy żelaza występujące i pozyskiwane na terenie Polski.
Złoża różnych typów rud żelaza występują powszechnie na terenie Polski, cechują się jednak zwykle niewielkimi rozmiarami i zawierają rudy ubogie w żelazo. Dlatego od ostatniej dekady XX w. nie są w Polsce eksploatowane, chociaż w przeszłości były wydobywane na potrzeby krajowego hutnictwa, budownictwa i w innych gałęzi przemysłu.

## Złoża

### Złoża o genezie osadowej
- Złoża syderytów (głównie ilastych) zostały udokumentowane głównie w osadach jurajskich, w mniejszym stopniu kredowych lub paleozoicznych. Złoża o znaczeniu gospodarczym występują w trzech rejonach:

1. okolicach Łęczycy, w iłach środkowojurajskich, w których rozpoznano trzy poziomy rudne (z tego dwa o znaczeniu gospodarczym[3]) z syderytami (18–31% Fe) na głębokościach poniżej 30 m. Wydobywano je od 1958 r[4]. Ostatnia kopalnia z tego rejonu działała do końca 1989 r., pozyskując syderyty jako dodatek w produkcji cementu[3].
2. w pasie od Częstochowy do Wielunia (Częstochowski Obszar Rudonośny), gdzie tworzą trzy poziomy rudne z syderytami (28–36% Fe) w iłach jury dolnej i środkowej. Wydobywano je do 1980 r.[2].
3. w rejonie Gór Świętokrzyskich (okolice Ostrowca Świętokrzyskiego, Starachowic[3]), głównie w skałach jury i kredy, syderyty o zawartości żelaza 20–35%[2]. Złoża z osadów jurajskich były eksploatowane[5].

Ponadto poziomy sferosyderytów występują w górnym karbonie Górnego Śląska (poziomy o zawartości Fe ok. 39% wydobywano w drugiej połowie XIX w.) i we fliszu karpackim, gdzie pozyskiwano je w kopalniach nieopodal Węgierskiej Górki oraz Ustronia.
- Złoża wietrzeniowe w postaci piasków żelazistych udokumentowano w NE obrzeżeniu Gór Świętokrzyskich[7] i wydobywano w Zębcu. Ruda żelaza występowała w postaci limonitu, zawierającego 13–16% tego pierwiastka[3].
- Złoża rud darniowych, błotnych, jeziornych występują powszechnie, głównie na Niżu Polskim.

### Złoża o genezie magmowej
W Krzemiankach koło Suwałk odkryto w latach 60. XX w. duże złoże rud żelaza (27%), tytanu (7% TiO
3) i wanadu (0,3% V
2O
5). Występuje na głębokości poniżej 850 m sięgając do głębokości 2000 m. Występuje w obrębie intruzji gabr i anortozytów. Minerałami rudnymi są magnetyt i ilmenit. Zawiera 0,9 mld ton czystego żelaza, 60 mln ton TiO
3 oraz 3 mln ton V
2O
5.
W polskiej części Sudetów znajdują się nieduże złoża magnetytu i hematytu. Złoże magnetytu o genezie hydrotermalnej w Kowarach eksploatowano w Kowarach w kopalni Wolność aż do 1962 r.

## Wydobycie
W 1931 r. wydobywano rocznie prawie 285 tys. ton rudy, w roku następnym doszło do załamania produkcji i uzyskano tylko niecałe 77 tys. ton, wydobycie z 1931 przekroczono dopiero w 1935 r. (332,5 tys. ton), w 1938 r. pozyskano 827,5 tys. ton, a w 1939 wydobyto 1 mln ton rudy.
Po wojnie, w roku 1946, wydobyto 387 tys. ton rudy, a na przełomie lat 50/60 XX w. wydobywano rocznie ok. 2 mln ton rudy, przede wszystkim ze złóż rejonu Częstochowy, Łęczycy i regionu świętokrzyskiego.
Rozmieszczenie geograficzne eksploatacji rud żelaza w 1938 r. wyglądało wg Bohdanowicza następująco:
- najwięcej, bo 72% krajowego wydobycia uzyskiwano z regionu częstochowskiego,
- 19% z radomskiego (świętokrzyskiego),
- 6% z pokładów rud darniowych znajdujących się w wielu regionach Polski,
- 3% z obszaru krakowsko-śląskiego[14].

Zarówno w okresie międzywojennym, jak i po wojnie zapotrzebowanie przemysłu na żelazo i stal były znacznie większe niż produkcja żelaza z krajowych rud, dlatego znaczne ilości rud o wysokiej zawartości żelaza importowano, np. w 1937 r. wydobyto w Polsce 780 tys. ton rudy, a sprowadzono ze Szwecji i ZSRR ponad 650 tys. ton rudy.